# Districtul Au Cap
Au Cap este un district  în Seychelles, situat pe insula Mahé.